# Csillagközi invázió (regény)
A Csillagközi invázió (angolul: Starship Troopers) Robert A. Heinlein 1959-ben kiadott regénye.
A regény első személyben lett írva. A cselekmény egy fiatal katona, Juan „Jonnie” Rico körül folyik, és leírja fejlődését a mobil gyalogság egy fiatal kadétjaként, majd kiképzett katonájaként, végül pedig tisztként fejezi be. A történet nagyobb része a „csótányoknak” nevezett pókszerű űrlények elleni háború alatt folyik le. Azonban a regényt nem annyira az akciósorozatok, mint inkább az elmélkedések töltik ki. Az iskolai órákon és a párbeszédeken keresztül Heinlein előadja saját elképzelését egy jövőbeli politikai rendszerről, valamint több filozófiai és etikai kérdést érint meg.
A regény 1960-ban a Hugo-díjat nyerte meg. A könyvet a katonai sci-fi alapítójának tekintik.
1997-ben filmet rendeztek megközelítőleg a könyv alapján, melyet Paul Verhoeven rendezett.

## Heinlein katonai háttere és politikai nézetei
Robert Heinlein az Amerikai Haditengerészeti Akadémián végezte tanulmányát, ahol 1929-ben vizsgázott le, majd öt évet szolgált a haditengerészetnél. A USS Lexington repülőgép-hordozón szolgált 1931-ben, majd az USS Roper rombolón 1933 és 1934 között. Ezek után tuberkulózisa miatt leszereltették. Heinlein nem harcolt háborúban, és a második világháborúban a philadelphiai hajógyárban dolgozott mint kutató. Mivel soha nem vett részt igazi harcokban, ennek kapcsán később bírálták a Csillagközi inváziót, mely több harci jelenetet ír le.
Heinlein szerint ihlete onnan jött, hogy 1958. április 5-én egy újsághirdetésben a „Nemzeti Bizottság az Épelméjű Nukleáris Politikáért” nevű szervezet felhívta az Egyesült Államok kormányát, hogy egyoldalúan hagyja abba az atomfegyverek tesztelését. Válaszul Robert és felesége, Virginia, megalapították a kis „Patrick Henry lígát”, mellyel támogatást akartak keríteni a tesztelések folytatásához. A sikertelen kampány alatt Heinleint többen bírálták a sci-fi irodalmi körökön belül és kívül is. A Csillagközi inváziót ezért úgy tekinthetjük, mint Heinlein próbálkozását, hogy elmagyarázza és megvédje akkori katonai és politikai nézeteit.

## Főbb témái

### Politika
A Csillagközi invázió egyben esszé és regény is. A könyv nagy része tantermekben folyik le, ahol a diákok megvitatják tanárukkal a politikai rendszert, melyben élnek. A rendszer alapvető sajátossága az, hogy teljes joggal rendelkező állampolgárok csak azok lehetnek, akik képesek feláldozni magukat hazájukért, vagyis a közösségért. Az összes állampolgárnak megvan minden más joga: szólás-, vallás- és más szabadság, valamint senkit sem különböztetnek meg neme, faji vagy nemzeti hovatartozása miatt. Emellett szavazni csak a teljes állampolgároknak van joguk.
A teljes állampolgárság eléréséhez a személynek önkéntesen jelentkeznie kell a katonaságba, és legalább két évet kell töltenie benne. A katonaság senkit sem utasít el, még a harcképteleneknek is találnak valami munkát, amit elvégezhetnek. Viszont senkit sem tartanak vissza, mindenki bármely pillanatban kivonulhat a katonaságból, de ezzel örökre elveszti jogát a teljes állampolgárság megszerzéséhez. A két év letelte után a katona leszerel, és megkapja összes jutalmát.
A regény szerint a XX. század demokráciái azért pusztultak el, mert elhitették az emberekkel, hogy megkaphatnak bármit, amit akarnak, felelősség nélkül. Az egyik szereplő, Dubois tanár kritizálja az amerikai függetlenségi nyilatkozatot, mely kijelenti, hogy az embereknek joguk van „életre, szabadságra és a boldogság keresésére”. Szerinte a boldogság keresése nem is jog, mivel senki sem tud meggátolni abban egy embert, hogy megpróbálja boldognak éreznie magát, viszont az élet és a szabadság csak akkor lehetséges, ha drágán megfizettünk érte.
A Csillagközi invázióban Heinlein kifejti kommunistaellenes nézeteit is. A szereplők támadják Karl Marxot („lenyűgöző csaló”), a munkaérték-elméletet („Bármilyen sok munkát is fordítok arra, hogy a homokozólapátba préselt homoksütit almás rétessé változtassam, az erőfeszítéseim ellenére is csak értéktelen homok marad”), továbbá Platón Államát („hangyaszerű kommunizmus”).

### Katonai hagyomány
A koreai háború hat évvel a regény kiadása előtt fejeződött be, és Heinlein többször is megemlíti regényében, pl. olyan állítással, hogy „a történelemben még egy honvédelmi minisztérium sem nyert meg egy háborút”. Az amerikai hadifoglyok is meg vannak említve, valamint a kommunista agymosás, amin végigmentek. A regényben a tanár megkérdi Ricot, hogy erkölcsös-e egyetlenegy embert is hátrahagyni, vagy háborút kell kezdeni érte. Rico megvitatja, hogy érdemes-e egyetlen ember megmentéséért esetleg több ezer vagy millió embert is föláldozni, vagy ha nem egy emberért, akkor talán ezerért. Végül kijelenti, hogy „nem számít, hogy ezer, vagy csak egy, uram. Harcolunk!”

## Magyarul
- Csillagközi invázió; ford. Varga Csaba; N&N, Bp., 1998 (Möbius)